# Prunet (Cantal)
Prunet is een gemeente in het Franse departement Cantal (regio Auvergne-Rhône-Alpes) en telt 517 inwoners (1999). De plaats maakt deel uit van het arrondissement Aurillac.

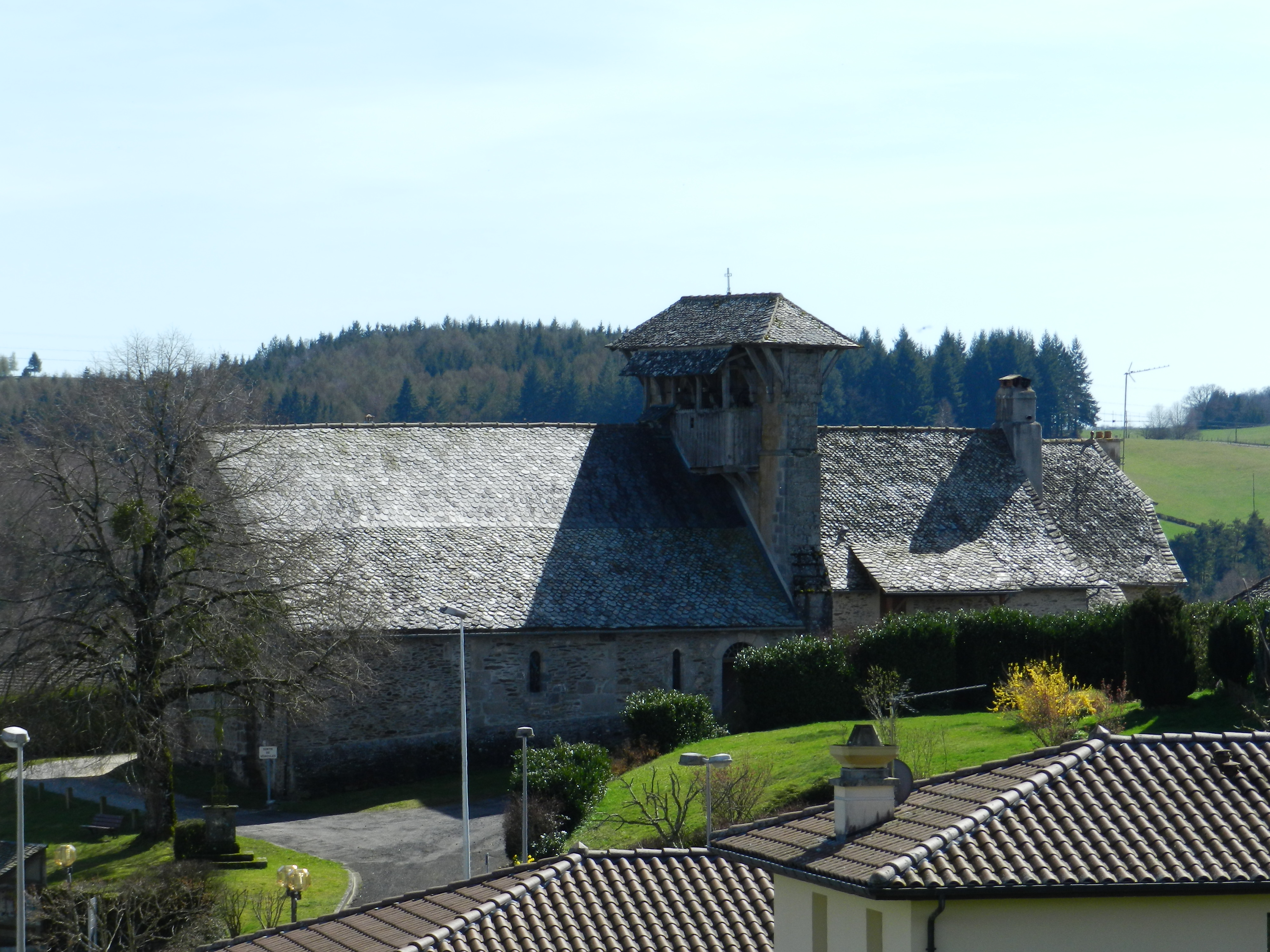
Kerk van Prunet
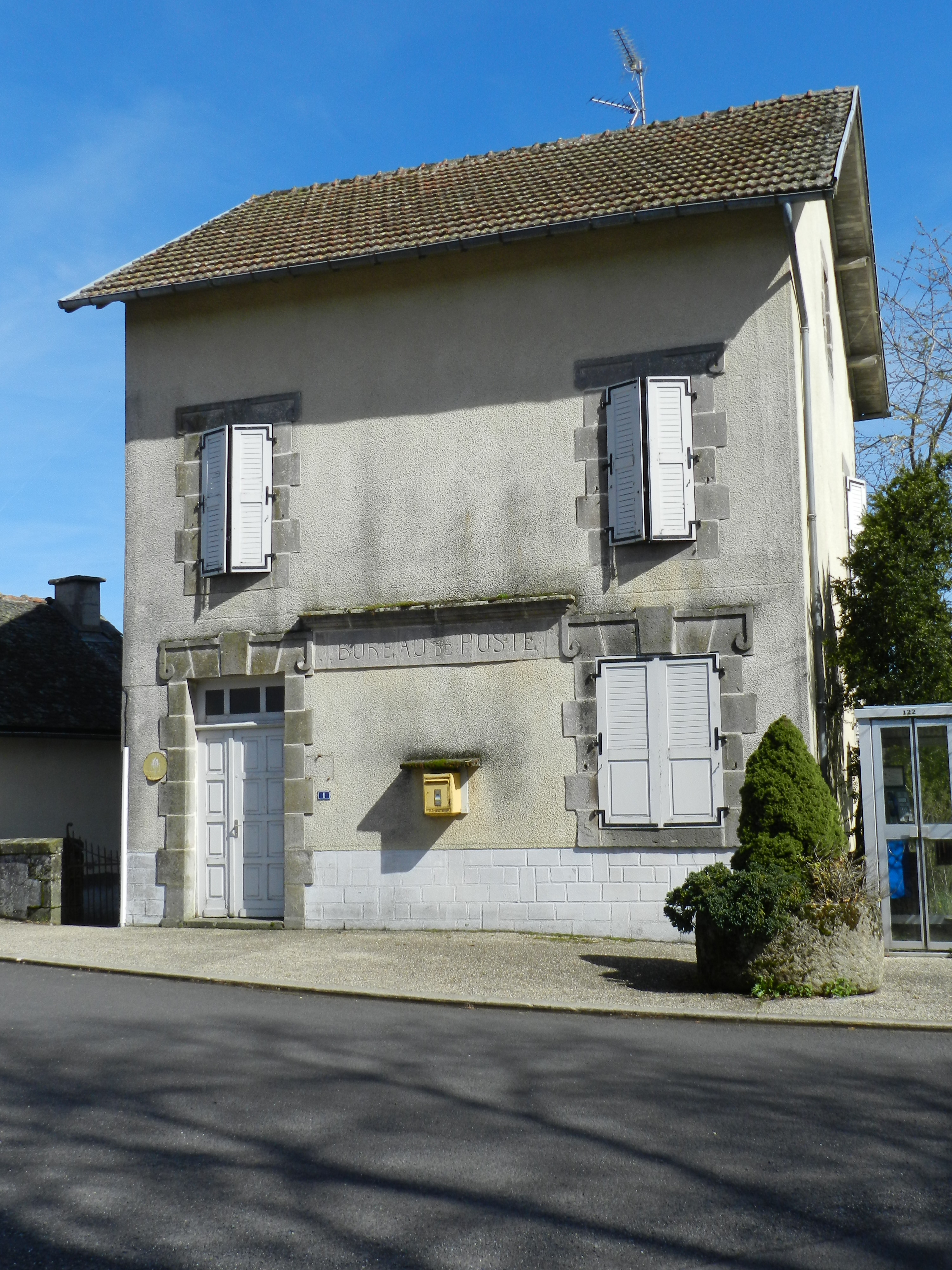
Voormalig postkantoor

## Geografie
De oppervlakte van Prunet bedraagt 28,1 km², de bevolkingsdichtheid is 18,4 inwoners per km².
De onderstaande kaart toont de ligging van Prunet (Cantal) met de belangrijkste infrastructuur en aangrenzende gemeenten.

## Demografie
Onderstaande figuur toont het verloop van het inwonertal (bron: INSEE-tellingen).

Vanwege een beveiligingsprobleem met de MediaWiki Graph-software is het momenteel niet mogelijk deze grafiek weer te geven. Zodra de software is bijgewerkt zal de grafiek vanzelf weer zichtbaar worden.